# Прати (Ђенова)
Прати је насеље у Италији у округу Ђенова, региону Лигурија.
Према процени из 2011. у насељу је живело 540 становника. Насеље се налази на надморској висини од 74 м.